# Neoxantha amicta
Neoxantha amicta – gatunek chrząszcza z rodziny kózkowatych i podrodziny zgrzypikowych. Jedyny przedstawiciel rodzaju Neoxantha.

## Zasięg występowania
Gatunek ten występuje w Chinach.